# Río Yacuambi
Der Río Yacuambi ist ein 83 km langer linker Nebenfluss des Río Zamora in der Provinz Zamora Chinchipe im Südosten von Ecuador. Im Oberlauf trägt der Fluss auch die Bezeichnungen Río Culebrillas, Río Espadillas, Río Zabala und  Río Tutupali.

## Flusslauf
Der Río Yacuambi entspringt an der Ostflanke der Cordillera Real. Der Flusslauf beginnt in einem etwa 3450 m hoch gelegenen kleinen Bergsee. Der Río Yacuambi fließt in überwiegend südlicher Richtung durch das Bergland. Auf den unteren 50 Kilometern verläuft eine Hauptstraße entlang dem Flusslauf. Bei Flusskilometer 45 passiert er die Gemeinde 28 de Mayo. Insbesondere entlang dem Unterlauf befinden sich mehrere Ortschaften und Siedlungen. Der Río Yacuambi mündet schließlich 20 km nordnordöstlich von Zamora in den Río Zamora. Die Fernstraße E45 (Zamora–Macas) überquert den Fluss bei La Saquea, knapp 2 Kilometer oberhalb der Mündung. Wenige Meter flussabwärts befindet sich eine herunterhängende Brücke, ein beliebtes Fotomotiv für Touristen.
Der Río Yacuambi entwässert ein etwa 1500 km² großes Areal an der Ostflanke der Cordillera Real im Südosten von Ecuador.